# Rectoría de Adri
La rectoría de Adri es un edificio en la localidad de Adri, en el municipio de Canet d'Adri (España) protegida como Bien Cultural de Interés Local.

## Descripción
Es una construcción de forma rectangular desarrollada en planta baja y dos pisos superiores. Los muros son de mampostería enlucida con alguna piedra en las fachadas exteriores, que dejan a la vista los sillares que enmarcan las aperturas y las esquinas. La puerta principal está hecha con dintel de una losa plana y jambas de piedra. Las ventanas conservan el pretil, el dintel y las jambas de piedra. Al dintel de la puerta principal hay una losa plana que tiene cincelado el año 1781.